# 아리아케산 (나가사키현)

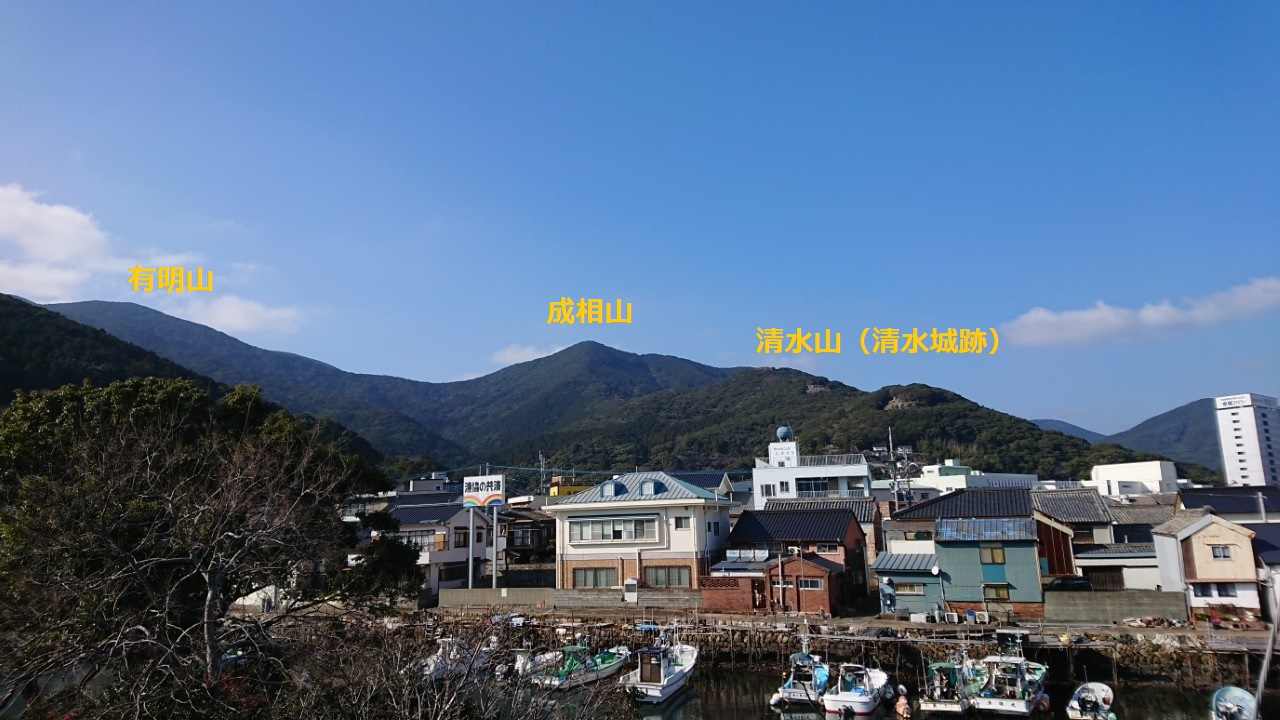
왼쪽 안쪽으로부터 아리아케산을 필두로 하여 가운데 안쪽에는 나리아이산이 있고 그 뒤에 있는 오른쪽에 위치하고 있는 시미즈산까지 이어준다.

아리아케산(有明山)은 나가사키현 쓰시마시에 위치하고 있는 해발 558.09m 높이의 산이다. 또한 만엽집에서는 쓰시마섬의 봉우리로도 널리 유명하며, 이키 쓰시마 국정공원으로도 지정되어 있고, 일본의 섬 산 100선까지 선정되었다.

## 지리
이 산에는 초원을 중심으로 억새가 많이 자생하고 있으며, 진달래와 산딸나무도 군락을 중심으로 많이 서식하게 되는 특이 사항이 존재한다. 맑은 날에는 대한민국의 부산 쪽으로 향하는 산봉우리인 시약산과 승학산 등도 물론 바라볼 수 있다.

## 미디어
- 해당 산은 KBS 2TV의 영상앨범 산에서도 이 산을 소개한 적이 있었다.[6]

## 갤러리 및 위치

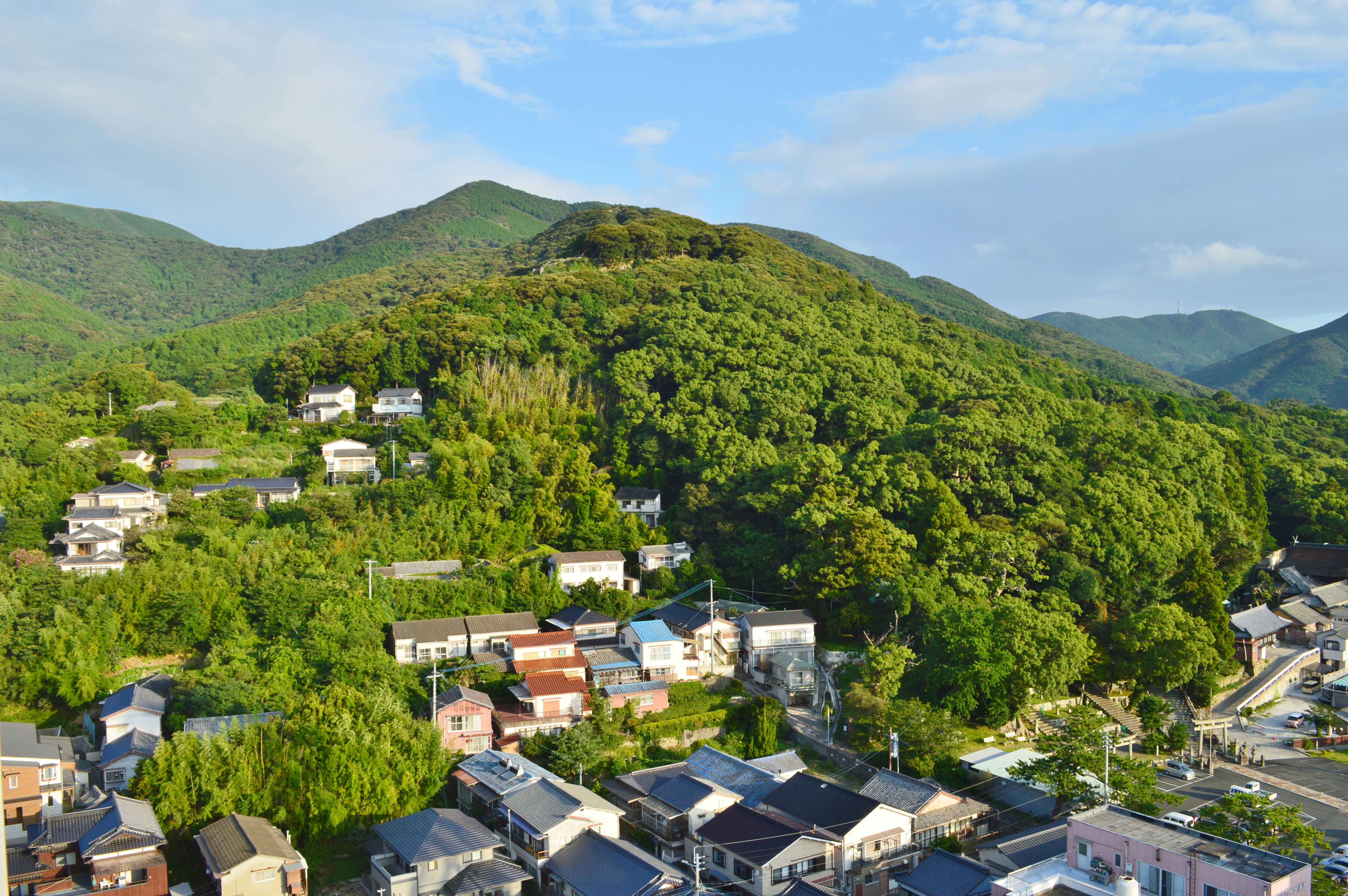
시미즈 산성
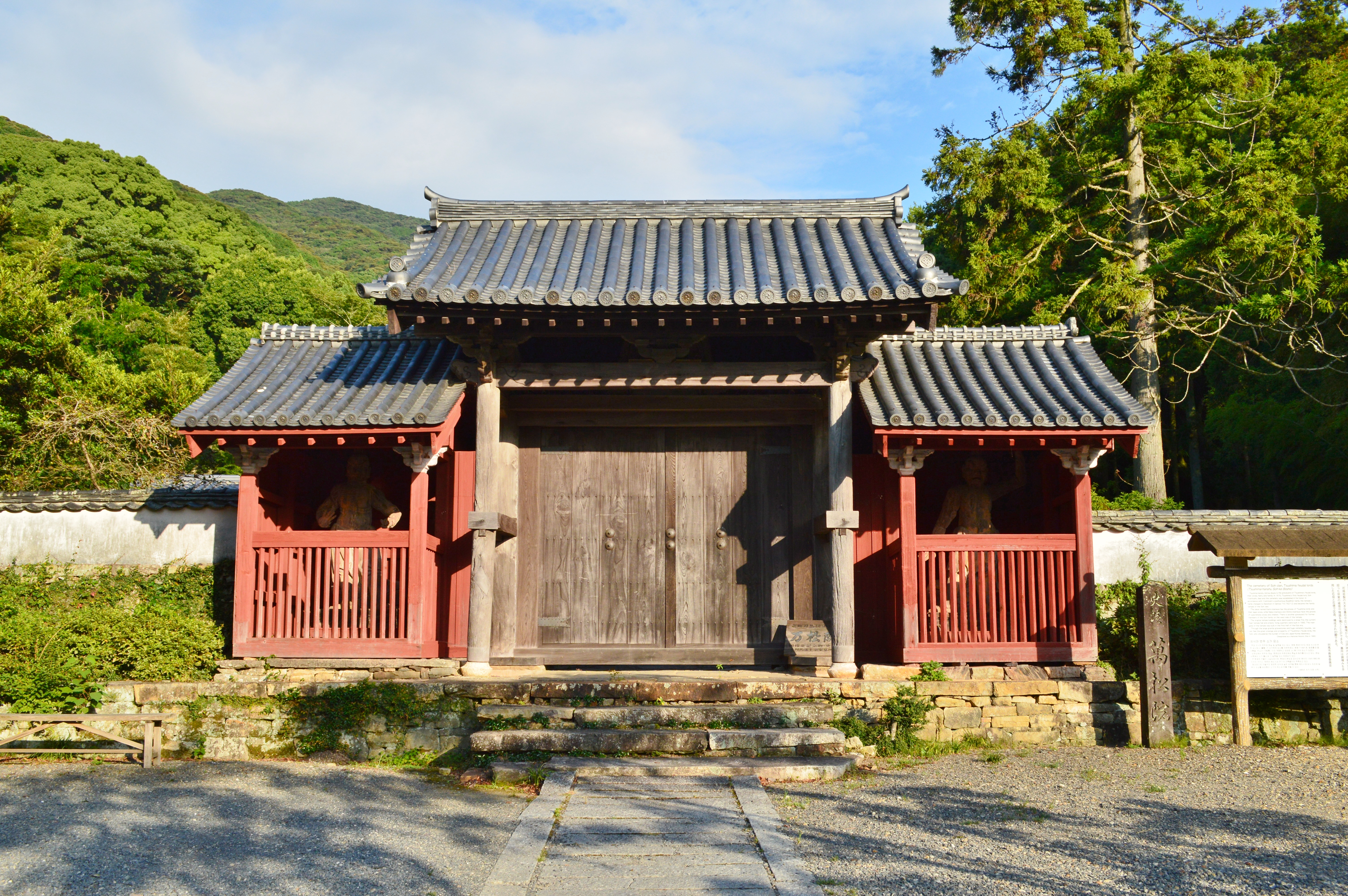
반쇼인 전경
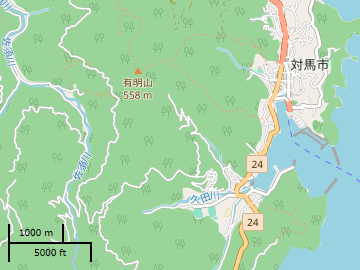
아리아케산의 지도

## 같이 보기
- 사토산
- 시모아가타군 - 이즈하라정 - 쓰시마시
- 만엽지명 - 라이산 (후쿠오카현과 사가현의 경계 지점에 위치하고 있음)
- 히메가미산